# Ludwig Walser
Ludwig Walser (* 1936 in Zürich; † 2016 ebenda) war ein Schweizer Innenarchitekt, Möbeldesigner, Industriedesigner und Lehrbeauftragter.

## Leben und Werk
Ludwig Walser absolvierte von 1952 bis 1956 eine Lehre als Möbelschreiner in der Städtischen Lehrwerkstätte für Möbelschreiner in Zürich. 1957/1958 liess er sich an der Kunstgewerbeschule Zürich bei Willy Guhl zum Innenarchitekten ausbilden. 1959/1960 absolvierte er ein Praktikum im Designerbüro Latham, Tyler & Jensen Design (LTJ) in Chicago. 1961 hielt sich Walser für einen Studienaufenthalt in Kyōto auf.
1962 machte er an der Kunstgewerbeschule Zürich seinen Abschluss als Möbelentwerfer und Innenausbauzeichner. Von 1962 bis 1967 lebte und arbeitete er in den Vereinigten Staaten. Während dieser Zeit war Walser für verschiedene Büros für Industrie-Design tätig.

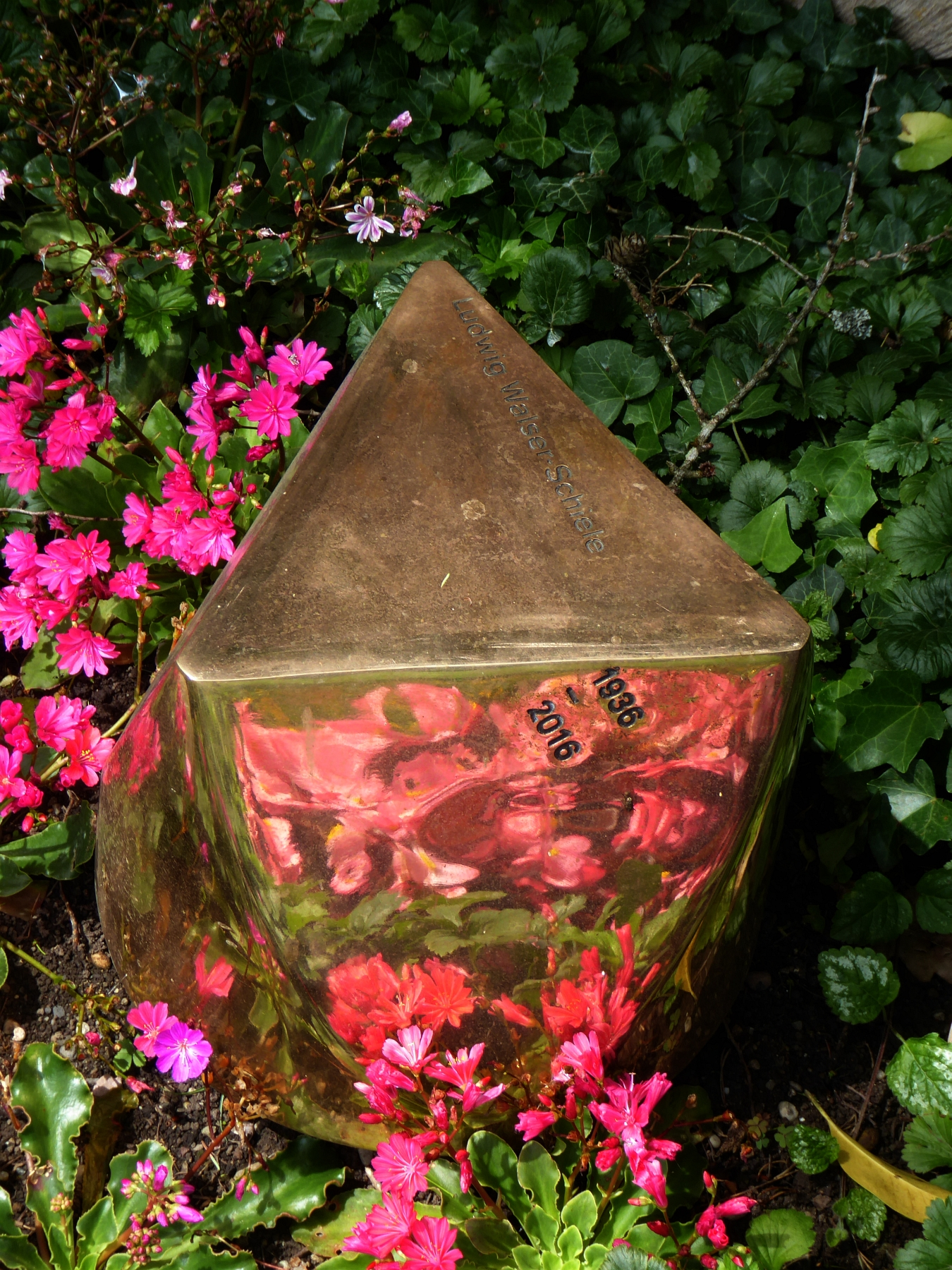
Grab auf dem Friedhof Witikon

Wieder in der Schweiz, gründete er zusammen mit Werbeberatung Adolf Wirz AG die Ludwig Walser Design AG. Von 1968 bis 2006 war er dort als Designer und Geschäftsführer tätig. Walser widmete sich vor allem Designaufgaben im Bereich der Investitionsgüterindustrie. So entwarf er u. a. den Aebi-Transporter TP 50, ein geländegängiges Fahrzeug für den Einsatz in der Landwirtschaft, im Baugewerbe oder für Strasseninspektorate. Mehrmals wurden die Maschinen und Geräte Walsers als beispielhafte Industrieprodukte ausgezeichnet und auf Ausstellungen in Europa und Übersee gezeigt.
Von 1971 bis 2002 war Walser an der Kunstgewerbeschule Zürich sowie an der Höheren technischen Lehranstalt in Brugg-Windisch Lehrbeauftragter für Produktgestaltung. Er war Mitglied des Schweizerischen Werkbundes (SWB), des Verbands der Schweizerischen Industrial Designer (SID) und der American Society of Interior Designers (ASID).
Seine letzte Ruhestätte fand Ludwig Walser auf dem Friedhof Witikon.